# Аосима (остров, Миядзаки)
Аосима (яп. 青島) — маленький остров на юге Японии, длина береговой линии 1,5 км. Расположен в префектуре Миядзаки, в 500 метрах на восток от главного острова Кюсю и соединён с ним мостом.
Входит в состав регионального природного парка Ничиган-Кайган. На самом острове располагается субтропический ботанический сад, где растёт более 240 видов тропических растений.